# Бриту, Рафаэл (футболист, 2002)
Рафаэл Алешандру де Соуза Ганшу де Бриту (порт. Rafael Alexandre de Sousa Gancho de Brito, род. 19 января 2002, Лиссабон) — португальский футболист, опорный полузащитник клуба «Каза Пия».

## Клубная карьера
Бриту — воспитанник столичного клуба «Бенфика». 11 августа 2019 года в матче против «Эшторил-Прая» он дебютировал в Сегунда лиге за дублирующий состав. В 2022 году Рафаэл на правах аренды перешёл в «Маритиму». 4 сентября в матче против «Санта-Клары» он дебютировал в Сангриш лиге. В начале 2024 года Бриту подписал контракт с «Каза Пия». 8 января в матче против «Морейренсе» он дебютировал за новую команду.

## Международная карьера
В 2018 году в составе юношеской сборной Португалии до 17 лет Бриту принял участие в юношеском чемпионате Европы в Англии. На турнире он сыграл в матчах против сборных Словении и Швеции.
В 2019 году во второй раз Бриту принял участие юношеского чемпионата Европы в Ирландии. На турнире он сыграл в матчах против сборных Италии, Венгрии, России и Исландии.